# Miasto 44

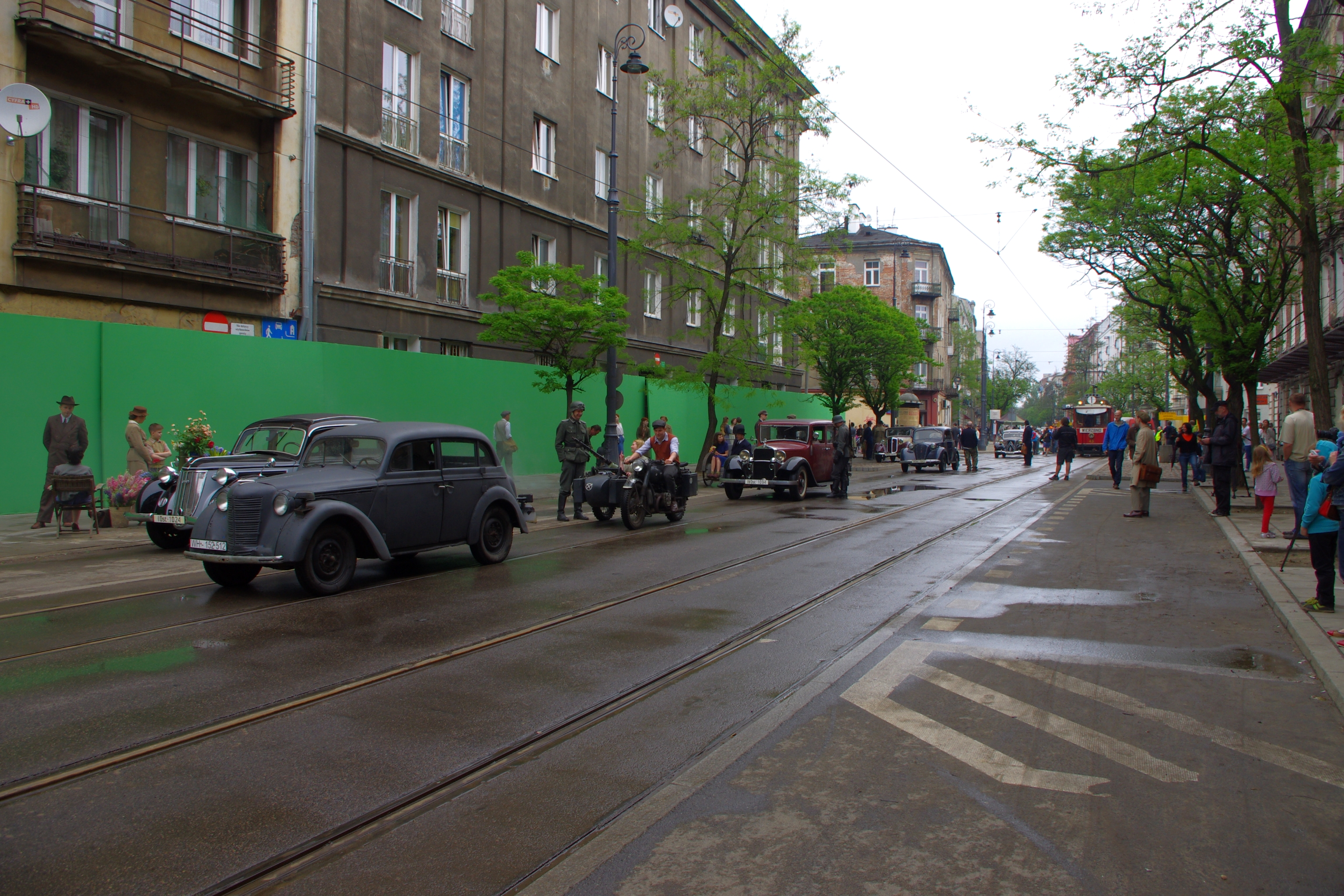
Ulica Stalowa w Warszawie podczas realizacji filmu Jana Komasy – „Miasto 44” (pierwszy dzień zdjęć – 11 maja 2013)

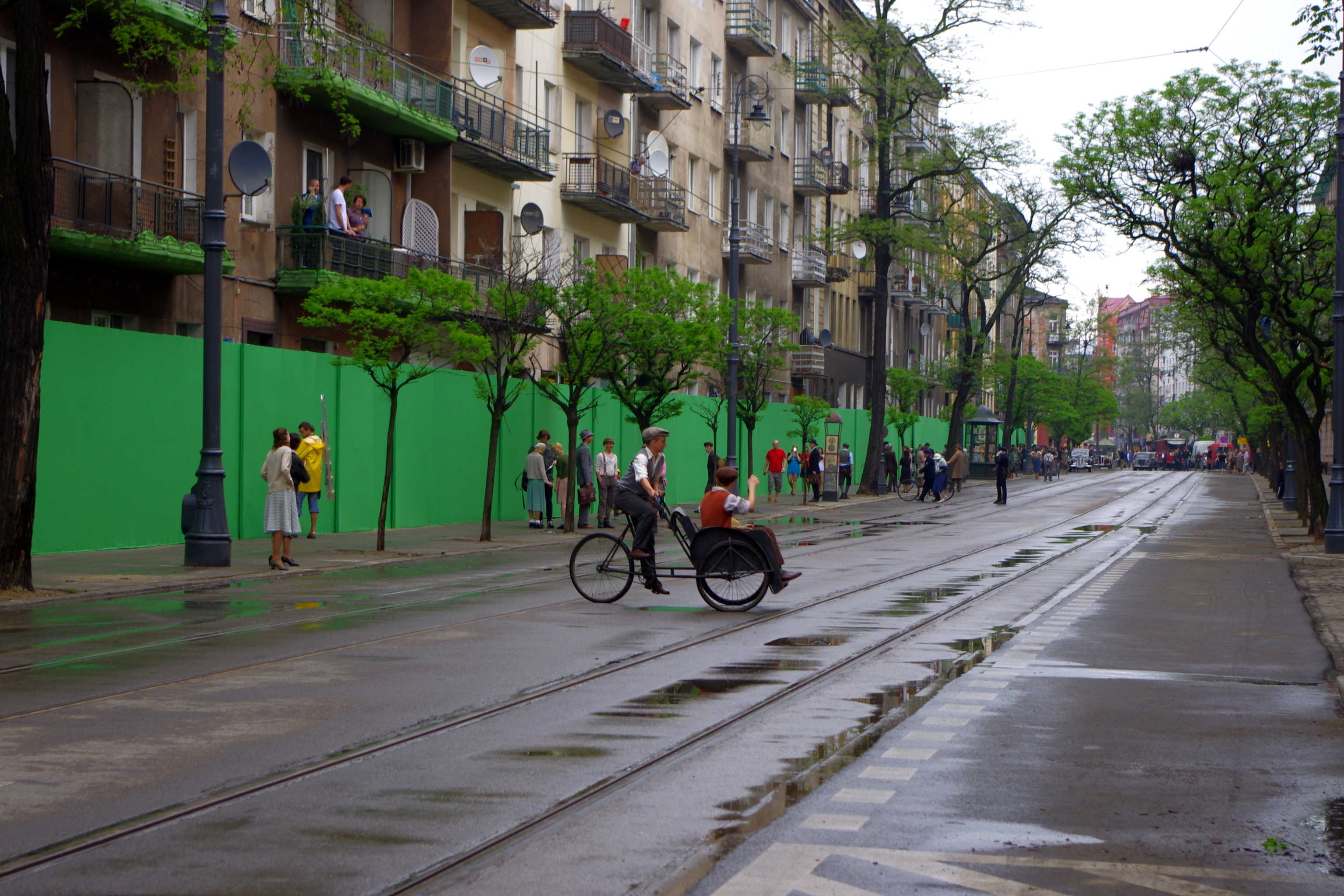

Miasto 44 – polski film wojenny w reżyserii Jana Komasy, którego premiera odbyła się 19 września 2014 roku.

## Produkcja
Przygotowania do filmu trwały blisko 8 lat, a po raz pierwszy informacje o projekcie pojawiły się 2 lata później. Twórcy, pragnąc obsadzić aktorów nieznanych dotąd szerszej publiczności, zorganizowali szereg castingów odbywających się od grudnia 2012 do marca 2013 w Suwałkach, Białymstoku, Lublinie, Krakowie, Wrocławiu i Warszawie. Na castingi zgłosiło się blisko 7 tys. chętnych. Realizację zdjęć do filmu rozpoczęto 11 maja 2013, na ul. Stalowej w Warszawie, a zakończono 21 sierpnia. Kinowa premiera filmu odbyła się 19 września 2014. Wcześniej, 30 lipca, film został zaprezentowany na Stadionie Narodowym przed 15-tysięczną widownią na największym na świecie ekranie sprowadzonym ze Stanów Zjednoczonych.
Produkcja miała być w zamyśle pierwszym filmem fabularnym w całości poświęconym tematyce powstania warszawskiego od czasów Kanału w reżyserii Andrzeja Wajdy. Przy realizacji filmu wzięło udział ok. 3 tysięcy statystów. Twórcy filmu przed produkcją konsultowali jego scenariusz z weteranami powstania warszawskiego.

## Fabuła
Film opowiada historię Stefana Zawadzkiego (w tej roli Józef Pawłowski), młodego chłopaka, który po śmierci ojca postanawia dołączyć do powstania. Jak mówił jeszcze w sierpniu 2012 współautor scenariusza i reżyser Jan Komasa: Ten scenariusz to przede wszystkim uczuciowy trójkąt. Chłopak nazywa się Stefan, dziewczyny Kama i Biedronka. Obserwujemy, co się dzieje z nimi i z ich przyjaciółmi przy zgrupowaniu „Radosław”, które ruszyło z Woli, a potem przeszło przez miasto i skończyło działania na Czerniakowie.

## Obsada
| - Józef Pawłowski – Stefan Zawadzki, powstaniec - Zofia Wichłacz – Alicja „Biedronka”, sanitariuszka - Anna Próchniak – Kama, łączniczka - Maurycy Popiel – Góral - Antoni Królikowski – Beksa, powstaniec, przyjaciel Stefana - Karolina Staniec – Beata, sanitariuszka - Filip Gurłacz – Rogal - Tomasz Schuchardt – Kobra, dowódca oddziału - Michał Mikołajczak – Aleksander - Jaśmina Polak – Ewa - Michał Żurawski – „Czarny” - Michał Meyer – „Pająk” - Grzegorz Daukszewicz – „Miki” - Piotr Biedroń – „Joe” - Jan Kowalewski – Adam - Monika Kwiatkowska – Hanna Zawadzka, matka Stefana i Jasia - Filip Szczepkowski – Jaś, brat Stefana - Stanisław Biczysko – ksiądz - Wojciech Błach – lekarz - Lidia Bogaczówna – siostra Ania - Łucja Burzyńska – babcia na Czerniakowie - Ewa Bzdęga – łączniczka w banku - Tadeusz Chudecki – szef Wedla |  | - Sebastian Fabijański – „Sagan” - Aleksandra Górska – starsza kobieta - Alina Kamińska – matka „Biedronki” - Nikodem Kasprowicz – powstaniec w Śródmieściu - Marcin Korcz – Karol z grupy „Barrego” - Barbara Kurzaj – matka niemowlaka - Maria Maj – schronowa - Jakub Mazurek – lektor komunikatów powstańczych - Józef Mika – lektor komunikatów niemieckich - Anita Poddębniak – kobieta na Placu Krasińskich - Bartosz Porczyk – „Kędzior” - Maciej Robakiewicz – pułkownik AK - Robert Rogalski – mężczyzna w klasztorze - Piotr Rogucki – pracownik Wedla - Katarzyna Sawczuk – zgwałcona dziewczyna - Ewa Serwa – pielęgniarka - Krzysztof Stelmaszyk – ojciec „Biedronki” - Marta Ścisłowicz – kobieta ze służb cywilnych - Paweł Tomaszewski – powstaniec w klasztorze - Jakub Wieczorek – kanalarz - Stanisława Łopuszańska - Mirosława Niemczyk - Piotr Żurawski |

## Ścieżka dźwiękowa
Muzykę ilustracyjną do filmu skomponował Antoni Komasa-Łazarkiewicz. Nagrania trafiły do sprzedaży 19 września 2014 roku nakładem wytwórni muzycznej Warner Music Poland. Na płycie znalazła się ponadto piosenka „Miasto” w wykonaniu Anny Iwanek, Pati Sokół i Piotra Cugowskiego. Nagranie było promowane teledyskiem w którym wykorzystano fragmenty filmu.
Album dotarł do 41. miejsca polskiej listy przebojów – OLiS.
| Lista utworów (ścieżka dźwiękowa) | Lista utworów (ścieżka dźwiękowa)                  | Lista utworów (ścieżka dźwiękowa) |
| Nr                                | Tytuł utworu                                       | Długość                           |
| --------------------------------- | -------------------------------------------------- | --------------------------------- |
| 1.                                | „Warszawa 44”                                      | 1:43                              |
| 2.                                | „Warum dieser Hass im Blick?”                      | 2:24                              |
| 3.                                | „Konspiracja”                                      | 2:27                              |
| 4.                                | „Godzina W”                                        | 4:08                              |
| 5.                                | „Biedronka”                                        | 1:43                              |
| 6.                                | „Przysięga”                                        | 1:38                              |
| 7.                                | „Czołg Pułapka”                                    | 5:42                              |
| 8.                                | „Uciekniemy Stad”                                  | 3:03                              |
| 9.                                | „Miasto Plonie”                                    | 5:59                              |
| 10.                               | „Do Kanału”                                        | 3:51                              |
| 11.                               | „Śródmieście”                                      | 3:32                              |
| 12.                               | „Goliat”                                           | 3:01                              |
| 13.                               | „Po Co To Wszystko Było”                           | 2:47                              |
| 14.                               | „Ostatnia Reduta”                                  | 5:12                              |
| 15.                               | „Do Rzeki”                                         | 4:46                              |
| 16.                               | „Walc Na Pożegnanie”                               | 2:33                              |
| 17.                               | „Miasto” (Ania Iwanek, Pati Sokół, Piotr Cugowski) | 3:54                              |
|                                   |                                                    | 58:23                             |

W filmie wykorzystano także szereg utworów, które nie ukazały się na płycie. Były to m.in. takie piosenki jak: „Hypnotixx (SloMoSexScene)” Radzimira „Jimka” Dębskiego (zilustrowana teledyskiem w którym wykorzystano fragmenty filmu), „I Don’t Want to Set the World on Fire” The Ink Spots oraz „Już nie zapomnisz mnie” Stanisława Wielanka i Rafała Szpotakowskiego.

## Powieść „Miasto 44”
Na podstawie scenariusza filmu Marcin Mastalerz napisał powieść rozwijającą i tłumaczącą wiele filmowych wątków. Książka została wydana przez wydawnictwo PWN 1 września 2014 roku, ponad dwa tygodnie przed premierą filmu (19 września). Publikację wzbogaca ponad 120 fotosów z filmu oraz dołączona do całego nakładu płyta DVD o kulisach realizacji Miasta 44.